# Oblast Omsk
Koordinaten: 56° 2′ N, 73° 17′ O
Die Oblast Omsk (russisch Омская область / Omskaja oblast) ist eine Oblast in Russland.
Die Oblast liegt im Süden des Westsibirischen Tieflands und grenzt im Westen und Norden an die Oblast Tjumen, im Osten an die Oblaste Tomsk und Nowosibirsk sowie im Süden und Südwesten an Kasachstan. Der wichtigste Fluss ist der Irtysch.

## Geschichte
Nachdem das Gebiet Ende des 16. Jahrhunderts durch Jermak unter russische Oberhoheit gekommen war, setzte die russische Besiedlung ein. Um 1900 gründeten deutschstämmige Umsiedler (vor allem Russlandmennoniten) aus dem europäischen Teil Russlands mehrere Siedlungen mit teilweise bis zu 100 % deutschsprachiger Bevölkerung, deren Umgangssprache Plautdietsch, ein niederdeutscher Dialekt mit „russischem Einschlag“, noch heute dort gesprochen wird.
1944 kam es in den nördlichen Bezirken von Omsk zu einer Epidemie des Omsker Fiebers.

## Bevölkerung
Bei den letzten russischen Volkszählungen in den Jahren 2002 und 2010 gab es eine Bevölkerungszahl von 2.079.220 respektive 1.977.665 Bewohnern. Somit sank die Einwohnerzahl in diesen acht Jahren um 101.555 Personen (−4,88 %). In Städten wohnten 2010 1.413.226 Menschen. Dies entspricht 71,46 % der Bevölkerung (in Russland 73 %). Bis zum 1. Januar 2014 sank die Einwohnerschaft weiter auf 1.973.876 Menschen. Die Verteilung der verschiedenen Volksgruppen sah folgendermaßen aus:
| Nationalität    | VZ 1989   | Prozent | VZ 2002   | Prozent | VZ 2010   | Prozent |
| --------------- | --------- | ------- | --------- | ------- | --------- | ------- |
| Russen          | 1.720.387 | 80,32   | 1.735.512 | 83,47   | 1.648.097 | 83,34   |
| Kasachen        | 74.991    | 3,50    | 81.618    | 3,93    | 78.303    | 3,96    |
| Ukrainer        | 104.830   | 4,89    | 77.884    | 3,75    | 51.841    | 2,62    |
| Deutsche        | 134.199   | 6,27    | 76.334    | 3,67    | 50.055    | 2,53    |
| Tataren         | 49.784    | 2,32    | 47.796    | 2,30    | 41.870    | 2,12    |
| Armenier        | 2.175     | 0,10    | 6.644     | 0,32    | 7.300     | 0,37    |
| Belarus         | 10.964    | 0,51    | 9.075     | 0,44    | 6.051     | 0,31    |
| Aserbaidschaner | 2.023     | 0,09    | 4.260     | 0,20    | 4.230     | 0,21    |
| Tschuwaschen    | 5.683     | 0,27    | 4.191     | 0,20    | 3.065     | 0,15    |
| Usbeken         | 1.250     | 0,06    | 1.244     | 0,06    | 2.810     | 0,14    |
| Juden           | 5.428     | 0,25    | 2.393     | 0,12    | 1.652     | 0,08    |
| Einwohner       | 2.141.909 | 100,00  | 2.079.220 | 100,00  | 1.977.665 | 100,00  |

Anmerkung: die Anteile beziehen sich auf Gesamtzahl der Einwohner. Also mitsamt dem Personenkreis, der keine Angaben zu seiner ethnischen Zugehörigkeit gemacht hat (2002 3.356 resp. 2010 57.518 Personen)
Die Bevölkerung des Gebiets besteht zu über 80 % aus Russen. Die Kasachen, Ukrainer, Russlanddeutschen und Tataren sind die bedeutendsten ethnischen Minderheiten in der Oblast Omsk. Ihre Zahl – wie auch die Anzahl der Belarus, Tschuwaschen und Juden – sinkt allerdings stark. Eine Ausnahme unter den größten Volksgruppen sind die Kasachen. Deren Zahl stieg von 1959 44.876 auf 2002 81.618 Personen – und sank bis 2010 nur leicht. Aus dem Transkaukasus und Zentralasien sind seit dem Ende der Sowjetunion Tausende Menschen zugewandert.

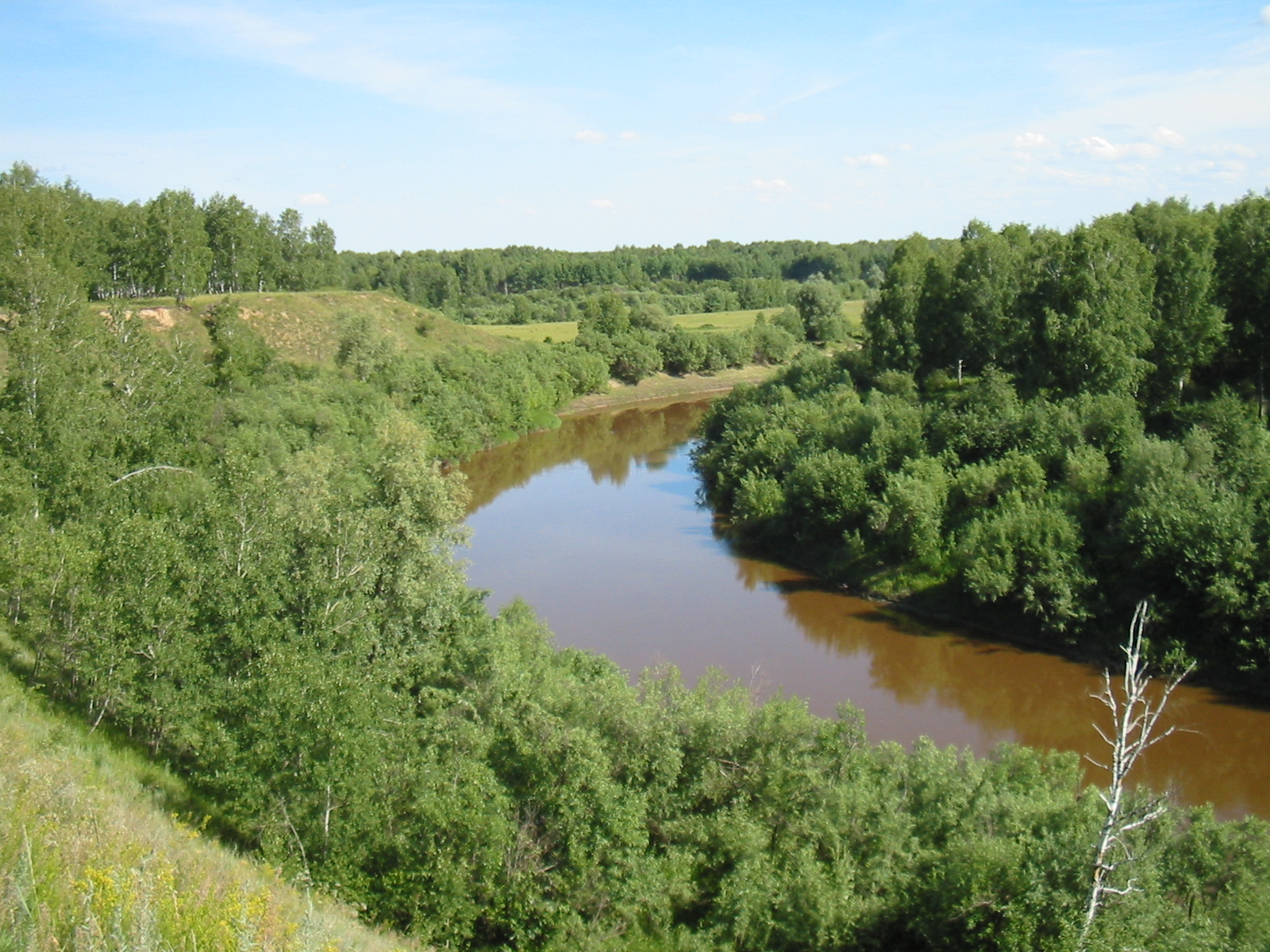
An der Tara

Südwestlich von Omsk liegt der 1992 gegründete Deutsche Nationalrajon Asowo. Bei seiner Gründung waren von den rund 60.000 Einwohnern etwa 60 % Russlanddeutsche. Die meisten von ihnen sind jedoch inzwischen in die Bundesrepublik Deutschland ausgewandert. Sie wurden durch Zuwanderer aus anderen Teilen der ehemaligen Sowjetunion ersetzt, teilweise ebenfalls Russlanddeutsche, deren Muttersprache aber größtenteils Russisch ist. Trotz starker Auswanderung der Russlanddeutschen nach Deutschland in den 1990er-Jahren besitzt die Oblast Omsk bis heute den prozentual höchsten Anteil von Deutschen an der Gesamtbevölkerung unter allen Föderationssubjekten Russlands. Die höchsten Anteile an Russlanddeutschen haben nebst Asowo (19,68 %) die Rajons Scherbakul (8,90 %), Moskalenki (8,45 %), Marjanowka (8,41 %), Poltawka (7,61 %), Issilkul (6,99 %), Russkaja Poljana (6,87 %), Ljubinski (6,61 %) und Odesskoje (6,35 %). In absoluten Zahlen sind dies die Stadt Omsk (14.470), der Nationalkreis Asowo (4512) sowie die Rajons Omsk (3351), Issilkul (3035) und Ljubinski (2496).

## Wirtschaft
Zu den wichtigsten Wirtschaftszweigen zählen die Ölraffinierung, die Rüstungs-, Lebensmittel- und die Holzindustrie. Fruchtbare Schwarzerdeböden sorgen für eine relativ ergiebige Landwirtschaft.

## Verwaltungsgliederung und Städte
Die Oblast Omsk gliedert sich in 32 Rajons und einen Stadtkreis, den das Verwaltungszentrum der Oblast, die Millionenstadt Omsk, bildet. Insgesamt gibt es in der Oblast sechs Städte und 21 Siedlungen städtischen Typs. Mehr als die Hälfte der Einwohner lebt in der Stadt Omsk, der einzigen Großstadt der Oblast.

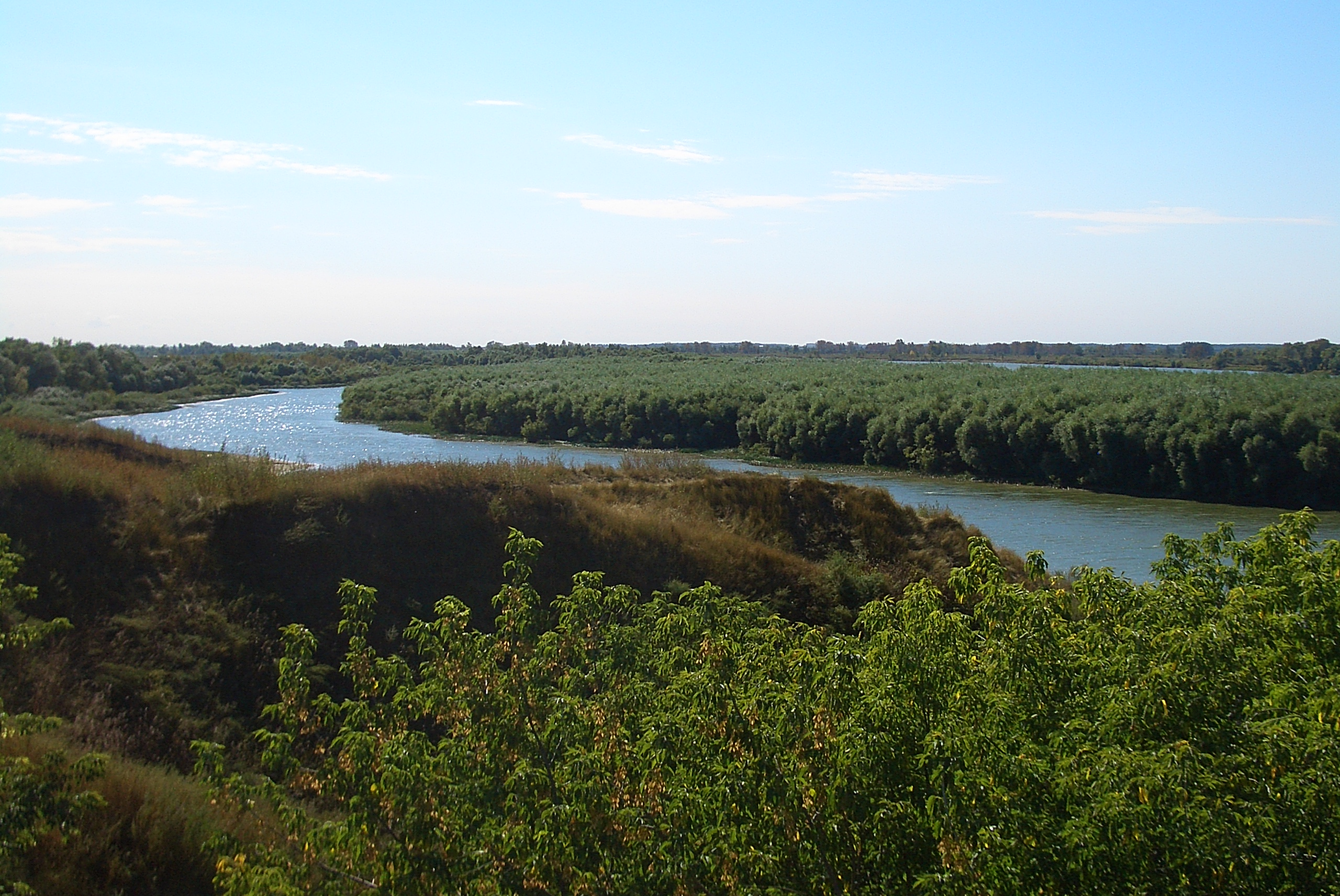
Der Irtysch bei Tscherlak

| Name         | Russisch  | Einwohner (14. Oktober 2010) |
| ------------ | --------- | ---------------------------- |
| Omsk         | Омск      | 1.154.116                    |
| Tara         | Тара      | 27.318                       |
| Issilkul     | Исилькуль | 24.482                       |
| Kalatschinsk | Калачинск | 23.556                       |